# Vincenzo Iaquinta
Vincenzo Iaquinta (Crotone, 1979. november 21. –) olasz válogatott labdarúgó, csatár.

## Pályafutása
Vincenzo Iaquinta napjaink olasz válogatottjának egyik legvitatottabb tagja, hiszen nagyszámú fellépésein csak egyszer tudott gólt szerezni, ennek ellenére Marcello Lippinél és Roberto Donadoninál is stabil kerettag tudott lenni.
A meglehetősen nagyra nőtt Iaqiunta egy szegény déli család gyermeke, akinek szülei gyermekkorában költöztek a gazdag északra munkát keresni. Iaquinta testvérével együtt 1996-ban kezdett el komolyabb szinten futballozni, s első klubja a Reggiolo (1996–97) volt, majd a Padova (1998) és a Castel di Sangro (1998–2000) érintésével került Udinébe. Bár nem éppen nagyüzemi ütemben termelte a gólokat, bekerült az U21-es válogatottban részt vett a 2002-es kontinenstornán. A következő idényben már 7 gólig jutott klubjában s később fokozatosan növelte ezt a számot, így nem keltett nagy meglepetést, hogy 2005 márciusában a felnőtt válogatottban is bemutatkozhatott.
A fekete-fehér csapat szárnyalásában (a BL-be is eljutottak) főszerepet vállalt, s a Squadra Azzurrában is nehéz lett volna nélkülözni, hiszen bár a gólkirályságtól messze állt, azért mindig is az egyik legeredményesebb olasz támadónak számított a Serie A-ban, ráadásul ügyesen készítette le a labdákat társainak. A 2006-os világbajnokságon öt mérkőzésen is pályára léphetett, az elsőn, a ghánaiak ellen gólt szerzett, ám későbbi fellépései alkalmával több helyzetet is elpuskázott. 2007 nyarán végre kinőtte az Udinese Calciót, s a Juventus 11.3 millió eurót fizetett érte. Ötéves kontraktust kötöttek vele a zebrák, fizetése egymillió euró fölötti.
Torinóban csak csereként számol vele Claudio Ranieri, pedig hősünk első bajnokiján két góllal debütált s télre kis híján elérte pályára lépési/gól aránya a kiválónak mondható 50%-ot. Öt Európa-bajnoki selejtezőn is szerepeltette őt Donadoni kapitány, ám gólt "természetesen" nem szerzett.
Az Udinese első BL-mérkőzését mesterhármassal tette még emlékezetesebbé.

### Magánélet
Felvetődött, hogy a Cesanában eltöltött időszakban, apjához hasonlóan kapcsolatban állt az olasz maffiával.

## Sikerei, díjai
- Világbajnok : 2006
- Coppa Italia : gólkirály , 2007-2008